# El Braya
El Braya là một đô thị thuộc tỉnh Oran, Algérie. Dân số thời điểm năm 2002 là 3.879 người.